# 메 신
메 신(버마어: မေရှင်, 1917년 3월 10일 ~ 2008년 9월 3일 )은 미얀마의 배우, 가수이다. 1930년대에서 1950년대까지 미얀마 국내에서 명성을 누렸다.